# 에스코 아호
에스코 타파니 아호(핀란드어: Esko Tapani Aho, 1954년 5월 20일 ~)는 핀란드의 정치인이자 전 핀란드 총리이다.
전 핀란드 중앙당 당수로서, 1991년부터 1995년까지 핀란드의 총리를 지냈으며, 2000년에 열린 핀란드 대통령 선거에서 핀란드 사회민주당의 타르야 할로넨에게 진 후, 정계에서 은퇴하였다. 그 후에는 미국의 하버드 대학교에서 유학하였으며, 현재 핀란드 국립 연구 개발 기금 (SITRA)의 총재를 맡고 있다.

## 같이 보기
- 빌데르베르크 그룹

## 역대 선거 결과
| 선거명      | 직책명          | 대수 | 정당          | 1차 득표율 | 1차 득표수  | 2차 득표율 | 2차 득표수  | 결과 | 당락 |
| ----------- | --------------- | ---- | ------------- | ---------- | ----------- | ---------- | ----------- | ---- | ---- |
| 2000년 선거 | 핀란드의 대통령 | 11대 | 핀란드 중앙당 | 34.36%     | 1,051,159표 | 48.37%     | 1,540,803표 | 2위  | 낙선 |